# Eric Christenson
Eric Alston Christenson, né en 1956 à Westport (Connecticut) et mort en avril 2011, est un botaniste et horticulteur américain qui s'est spécialisé dans l'étude et la culture des orchidées et notamment le genre Sobralia. Il a reçu en 1986 son titre de doctor philosophiæ de l'université du Connecticut pour sa thèse intitulée «A taxonomic revision of the genus Aerides Lour. (Orchidaceae: Sarcanthinae)».

## Quelques publications
- Icones Orchidacearum Peruviarum, 1993
- Sob. boliviensis, in: Orchid Review, 2003
- Three Sobralias New to Peru, in: Orchids 71:11 (994-1001), nov. 2002
- Orchidaceae, in: Guide to the Vascular Plants of Central French Guiana, Part 1. Pteridophytes, Gymnosperms, and Monocotyledons, Memoirs of the New York Botanical Garden 76 (1): 286-342, 1997
- Orchidaceae, in: Lindleyana 6:131, 1991
- Orchidaceae of the Guianas, en collaboration avec J.K. Boggan, in: Checklist of the Plants of the Guianas, 1996